# 王文亮
王 文亮（おう ぶんりょう）は、日本の社会学者。専門は、社会問題・社会保障および中日比較研究など。金城学院大学教授。
中山大学大学院哲学研究科修士課程を修了。大阪市立大学大学院文学研究科博士課程後期を修了、博士（文学）。長崎純心大学より論文博士号（学術・福祉）授与。中国社会科学院、九州看護福祉大学を経て、現在、金城学院大学人間科学部コミュニティ福祉学科教授、大学院文学研究科社会学専攻教授。

## 主な著作
- 『中国聖人論』(中国社会科学出版社)
- 『聖人と日中文化(全3巻)』(社会科学文献出版社)
- 『中国の高齢者社会保障』(白帝社)
- 『中国観光業詳説』（日本僑報社）
- 『中国農民はなぜ貧しいのか』（光文社）
- 『格差で読み解く現代中国』（ミネルヴァ書房）
- 『現代中国の社会と福祉』(編著)(ミネルヴァ書房)
- 『社会政策で読み解く現代中国』（ミネルヴァ書房）
- 『格差大国　中国』(旬報社)
- 『現代中国社会保障事典』(集広舎)
- 『｢仮面の大国｣中国の真実』(PHP研究所)
- 『GDP2位の中国が抱えるジレンマとは何か』(ミネルヴァ書房)